# Verkehrter Plattenbalken

Verkehrter Plattenbalken zur Erdstützung

Ein verkehrter Plattenbalken besteht aus einer Platte, auf die Balken oder Stege schubfest aufgesetzt sind. Somit sind im Gegensatz zum Plattenbalken, bei dem die Stege unter der Platte angeordnet sind, diese oberhalb. Eingesetzt werden die verkehrten Plattenbalken bei hohen Wandkonstruktionen, bei denen Erd- und/oder Wasserdruck aufzunehmen ist.

## Tragverhalten
Der verkehrte Plattenbalken soll bei größeren Stützweiten die Belastung auf die Auflager ableiten. Die durch die Belastung entstehende Biegung im Querschnitt erzeugt Zug- und Druckkräfte. Da beim Faserbeton die zulässigen Zug- und Druckspannungen sehr unterschiedlich sind, wird dem bei der Biegung entstehenden Biegemoment, bestehend aus Druck- und Zugkraft, jeweils die Fläche zugeordnet, dass der Zug- bzw. Druckquerschnitt ausgenutzt wird. Daher ist der Druckquerschnitt wesentlich kleiner (Stegbereich) als der Zugquerschnitt (Platte). Die Dicke der Platte richtet sich nach der Dicke des Zugbereiches, wobei dies normalerweise die halbe Querschnittshöhe des Gesamtquerschnittes ist.

## Bemessung
Die Bemessung erfolgt bei ungerissenen Querschnitt (Zustand 1). Daher ist bei reiner Biegung die Stegbreite zur mitwirkenden Plattenbreite im selben Verhältnis wie die zulässige Druckspannung zur zulässigen Biegezugspannung. Diese beiden Werte hängen von der Betonfestigkeit und der Faserart sowie Dosierung ab. Ist die Faserbetonfestigkeit ermittelt, kann die mitwirkende Plattenbreite einfach ermittelt werden und so die Bemessung im Zustand 1 durchgeführt werden.